# Boyd Lee Dunlop
Boyd Lee Dunlop (* 20. Juni 1926 in Winston-Salem, North Carolina; † 26. Dezember 2013 in Buffalo) war ein US-amerikanischer Jazzpianist.

## Karriere
Boyd Lee Dunlop war der ältere Bruder des Jazzschlagzeugers Frankie Dunlop. Er wuchs in Armut in Buffalos East Side auf und begann zunächst autodidaktisch mit dem Klavierspiel. Er trat mit 15 Jahren in Kirchen und in einem Nachtclub auf, wo ihn auch Art Tatum hörte. Im Hauptberuf arbeitete er in Stahlwerken von Bethlehem Steel und auf dem Eisenbahngelände in Buffalo. Er wirkte in den 1940er und 1950er Jahren lediglich bei zwei Aufnahmesitzungen mit, einer unter Leitung des Saxophonisten Moe Koffman 1948 und einer weiteren mit Big Jay McNeely 1953, bei der die vier Songs 3-D; Nervous, Man, Nervous; Rock Candy und Texas Turkey entstanden. Er trat in Buffalo regelmäßig im Colored Musicians Club auf. Im Dezember 2011 entdeckte ihn der Fotograf Brendan Bannon in einem Pflegeheim; Bannon produzierte darauf mit Allen Farmelo ein erstes Album Dunlops, Boyd’s Blues, aufgenommen in Triobesetzung mit dem Bassisten Sabu Adeyola und dem Schlagzeuger Virgil Day. Es wurde u. a. bei National Public Radio und in The New York Times besprochen. Kurz danach erlitt er einen Herzinfarkt, von dem er sich jedoch bald erholte und ein weiteres Album, The Lake Reflections solo einspielte. Im Oktober 2012 wurden Boyd Lee und Frankie Dunlop in die Buffalo Music Hall of Fame aufgenommen.